# Leonardo Bordad
Leonardo Octavio Bordad (Montevideo, Uruguay, 30 de junio de 1979) es un exfutbolista uruguayo. Jugaba de portero y militó en diversos clubes de Uruguay, Paraguay y Argentina.

## Clubes
| Club              | País      | Año         |
| ----------------- | --------- | ----------- |
| Miramar Misiones  | Uruguay   | 2001 - 2004 |
| 3 de Febrero      | Paraguay  | 2005        |
| Miramar Misiones  | Uruguay   | 2006        |
| Olimpia           | Paraguay  | 2006 - 2008 |
| Sol de América    | Paraguay  | 2008        |
| 3 de Febrero      | Paraguay  | 2009        |
| Sportivo Italiano | Argentina | 2009 - 2010 |
| Durazno FC        | Uruguay   | 2010 - 2011 |
| Sportivo Italiano | Argentina | 2011        |